# 스노우콘

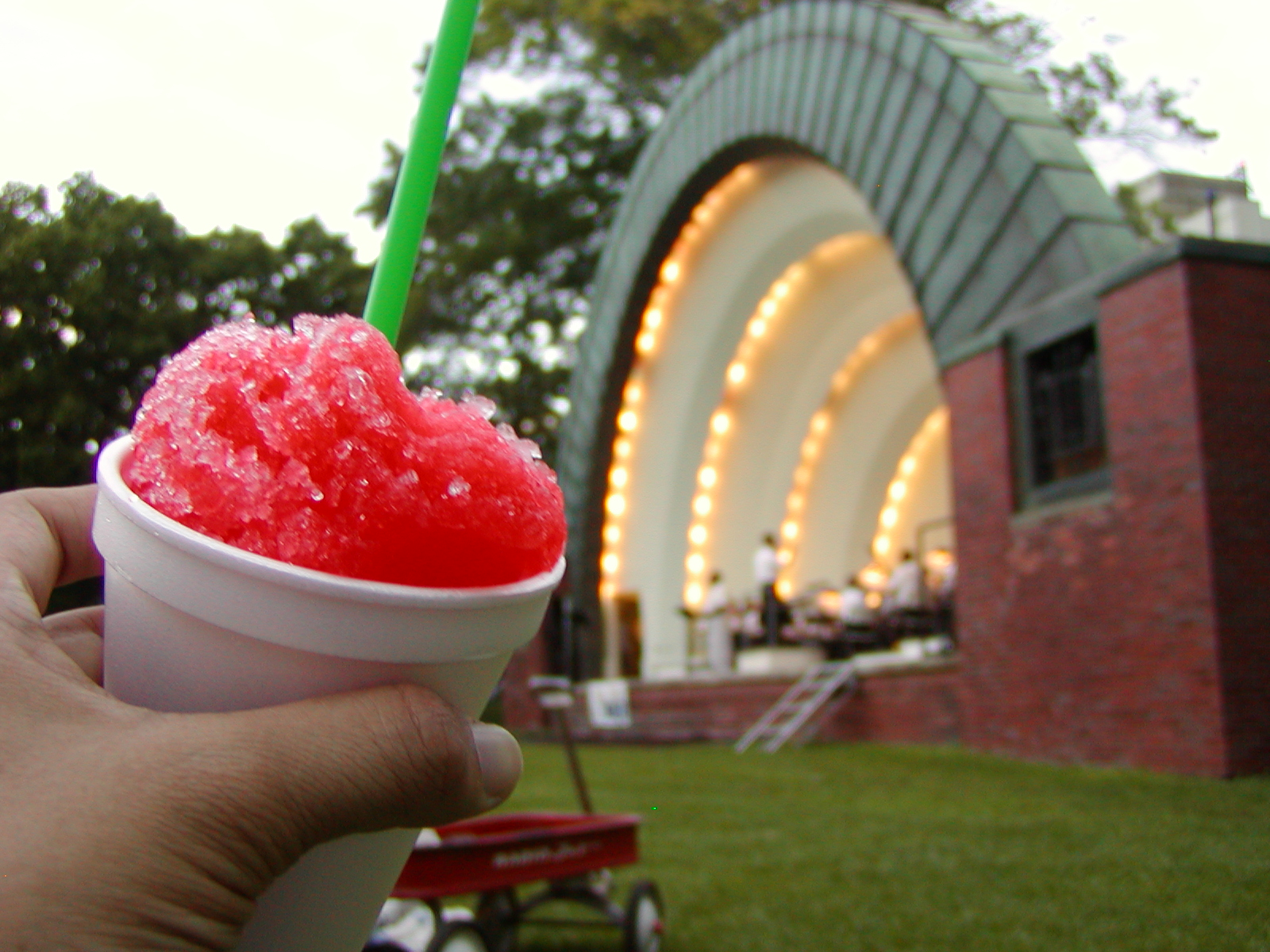

스노우콘(snow cone)은 빙수의 일종으로, 알록달록한 빙수를 종이로 만든 콘 따위 일회용 용기에 담아주는 것이다.
1850년대 미국 산업혁명 시대에 볼티모어에서 만들어졌다고 알려져 있다.

## 같이 보기
- 빙수